# Eduardo Celso-Santos
Eduardo "Adu" Celso Santos (São Paulo, 7 de agosto de 1945 - São Paulo, 6 de febrero de 2005) fue un piloto de motociclismo brasileño, que participó en el Campeonato del Mundo de Motociclismo entre 1972 y 1976. Fue el primer brasileño de la historia en conseguir una victoria en el Mundial de Motociclismo.

## Biografía
Después de haber iniciado en cilindradas pequeñas en Brasil, a principios de los 70 se mudó a Países Bajos a principios de los 70 para competir primero en el campeonato nacional holandés y luego en las carreras de calendario internacional.
Después de su debut en 1971 en una carrera internacional no válida para el campeonato mundial, su primera temporada en el Mundial fue en 1972 pilotando una Yamaha en 250 y 350cc. Permaneció a lo largo de su carrera fiel a fabricante de motocicletas japonesa hasta el final de su aventura en 1975, donde consiguió dos podios y una victoria en el Gran Premio de España de 1973.
Después de regresar a Brasil, continuó compitiendo en competiciones nacionales a bordo de un Honda y tuvo breves participaciones en competiciones automovilísticas como Fórmula 2.
Falleció por un ataque al corazón el 6 de febrero de 2005.

## Resultados en el Campeonato del Mundo
Sistema de puntuación desde 1969 hasta 1987:
| Posición | 1.º | 2.º | 3.º | 4.º | 5.º | 6.º | 7.º | 8.º | 9.º | 10.º |
| Puntos   | 15  | 12  | 10  | 8   | 6   | 5   | 4   | 3   | 2   | 1    |

### Carreras por año
(Carreras en negrita indica pole position; Carreras en cursiva indica vuelta rápida)
| Año  | Clase | Equipo | 1       | 2       | 3       | 4       | 5       | 6       | 7     | 8     | 9      | 10    | 11      | 12      | 13      | Pts | Pos  |
| ---- | ----- | ------ | ------- | ------- | ------- | ------- | ------- | ------- | ----- | ----- | ------ | ----- | ------- | ------- | ------- | --- | ---- |
| 1972 | 250cc | Yamaha | GER -   | FRA 12  | AUT -   | NAT -   | IOM -   | YUG -   | NED - | BEL - | DDR -  | CZE - | SWE 16  | FIN Ret | ESP Ret | 0   | -    |
| 1972 | 350cc | Yamaha | GER -   | FRA 7   | AUT 12  | NAT -   | IOM -   | YUG -   | NED - | BEL - | DDR -  | CZE - | SWE 12  | FIN Ret | ESP 4   | 12  | 15.º |
| 1973 | 250cc | Yamaha | FRA DNQ | AUT -   | GER -   |         | IOM -   | YUG 6   | NED 6 | BEL - | CZE -  | SWE 3 | FIN Ret | ESP -   |         | 20  | 12.º |
| 1973 | 350cc | Yamaha | FRA 10  | AUT 11  | GER -   | NAT -   | IOM -   | YUG 5   | NED 7 |       | CZE 10 | SWE 5 | FIN Ret | ESP 1   |         | 33  | 7.º  |
| 1974 | 350cc | Yamaha | FRA -   | GER DNS | AUT Ret | NAT 9   | IOM -   | NED -   |       | SWE - | FIN -  |       | YUG -   | ESP -   |         | 2   | 45.º |
| 1974 | 500cc | Yamaha | FRA Ret | GER DNS | AUT Ret | NAT Ret | IOM -   | NED Ret | BEL - | SWE - | FIN -  | CZE - |         |         |         | 0   | -    |
| 1975 | 250cc | Yamaha | FRA -   | ESP 12  | AUT -   | GER -   | NAT -   | IOM -   | NED -̈ | BEL - | SWE -  | FIN - | CZE -   | YUG -   |         | 0   | -    |
| 1975 | 350cc | Yamaha | FRA -   | ESP 9   | AUT 3   | GER -   | NAT -   | IOM -   | NED - |       |        | FIN - | CZE -   | YUG -   |         | 12  | 18.º |
| 1975 | 500cc | Yamaha | FRA 12  |         | AUT Ret | GER 9   | NAT Ret | IOM -   | NED - | BEL - | SWE -  | FIN - | CZE -   | YUG -   |         | 2   | 41.º |
| 1976 | 500cc | Yamaha | FRA Ret | AUT -   | NAT -   |         | IOM -   | NED -   | BEL - | SWE - | FIN -  | CZE - | GER -   |         |         | 0   | -    |